# 国道236号
国道236号（こくどう236ごう）は、北海道帯広市から浦河郡浦河町に至る一般国道である。この道路は、通称「広尾国道」、「野塚国道」とよばれる。

## 概要
帯広市から中川郡幕別町忠類にかけて並走する帯広広尾自動車道は、国道236号として供用されている。

### 路線データ
一般国道の路線を指定する政令に基づく起終点および重要な経過地は次のとおり。
- 起点：帯広市（帯広市大通南1丁目5番1[2]、大通北1 / 大通南1交差点 = 国道38号交点、国道241号・国道242号終点、国道273号起点）
- 終点：北海道浦河郡浦河町（浦河町大通3丁目1番[2]、大通2丁目交差点 = 国道235号・国道237号・北海道道288号浦河港線終点、国道336号起点）
- 重要な経過地：北海道河西郡中札内村、広尾郡広尾町
- 総延長 : 197.8 km（重用延長を含む。）[3][注釈 2]
- 重用延長 : 0.0 km[3][注釈 2]
- 未供用延長 : なし[3][注釈 2]
- 実延長 : 197.8 km[3][注釈 2]
  - 現道 : 139.5 km[3][注釈 2]
  - 旧道 : なし[3][注釈 2]
  - 新道 : 58.2 km[3][注釈 2]
- 指定区間：全線[4]

## 歴史
- 1953年（昭和28年）5月18日 - 二級国道236号帯広浦河線（帯広市 - 北海道浦河郡浦河町）として指定施行[5]。
- 1965年（昭和40年）4月1日 - 道路法改正により一級・二級区分が廃止されて一般国道236号として指定施行[1]。
- 1997年（平成9年）9月 - 野塚トンネルを含む天馬街道が開通。

## 路線状況

### 通称
- 大通り（帯広市内）
- 北海道ガーデン街道
- 広尾国道[6]

帯広市 - 広尾郡広尾町の区間の通称。日高山脈の野塚岳直下を貫通する野塚トンネル以東の区間を指す。
- 天馬街道（広尾町 - 浦河町）[7]
- 野塚国道

浦河郡浦河町内の区間の通称。日高山脈の野塚岳を貫通越えする野塚トンネル以西の区間を指す。

### バイパス
- 帯広広尾自動車道

### 重複区間
- 国道336号（広尾郡広尾町豊似）
- 国道336号（浦河郡浦河町西幌別・西幌別交差点 - 浦河郡浦河町大通3丁目・大通2丁目交差点（終点））

### 道路施設

#### 主な橋梁
- 南帯橋（札内川、帯広市川西町 - 同市愛国町）
- 大樹橋（歴舟川、広尾郡大樹町）
- 西舎橋（日高幌別川、浦河郡浦河町）

#### トンネル
- 豊似トンネル 竣工1992年 延長646 m[8]。
- 早ヶ瀬トンネル 竣工1994年 延長547 m
- 野塚トンネル 竣工1997年 延長4,232 m

#### 道の駅
- 十勝総合振興局
  - なかさつない（河西郡中札内村）
  - 忠類（中川郡幕別町）
  - コスモール大樹（広尾郡大樹町）

## 地理

### 通過する自治体
- 北海道
  - 十勝総合振興局
    - 帯広市 - 河西郡中札内村 - 河西郡更別村 - 中川郡幕別町 - 広尾郡大樹町 - 広尾郡広尾町

  - 日高振興局
    - 浦河郡浦河町

### 交差する道路
十勝総合振興局
帯広市
- 国道38号・国道241号 : 大通南1丁目（大通北1、起点）
- 北海道道151号幕別帯広芽室線 : 大通南29丁目（大通南29交点）
- 北海道道1084号帯広の森公園線 : 西2条南34丁目（西2南34交点）
- 北海道道1153号帯広川西インター線 : 川西町基線 → 帯広広尾自動車道帯広川西IC
- 北海道道214号川西芽室音更線 : 川西町基線（川西町交点）
- 北海道道595号愛国停車場線・北海道道962号愛国停車場古舞線 : 愛国町基線（愛国交点）
- 北海道道62号豊頃糠内芽室線・北海道道109号新帯広空港線 : 大正町基線（大正町基線交点）
- 北海道道419号大正停車場線 : 大正本町本通2丁目（大正本通2交点）
- 帯広市道大正28号 : 幸福町 → 帯広広尾自動車道幸福IC

河西郡中札内村
- 北海道道1166号中札内インター線 : 大通北1丁目 → 帯広広尾自動車道中札内IC
- 北海道道321号中札内停車場線 : 大通南3丁目
- 北海道道55号清水大樹線 : 大通南5丁目
- 北海道道55号清水大樹線・北海道道111号静内中札内線 : 東1条南7丁目

河西郡更別村
- 北海道道470号更別停車場線・北海道道716号駒畠更別線 : 更別南1線（更別交点） → 帯広広尾自動車道更別IC
- 北海道道210号尾田豊頃停車場線 : 上更別本通（上更別交点）
- 北海道道210号尾田豊頃停車場線 : 上更別（上更別交点）
- 北海道道238号更別幕別線 : 弘和

中川郡幕別町
- 北海道道15号幕別大樹線 : 元忠類（忠類交点）
- 北海道道319号生花大樹線 : 忠類本町（幸町・栄町・白銀町交点）
- 北海道道657号美成忠類停車場線 : 忠類白銀町
- 帯広広尾自動車道忠類IC : 忠類栄町
- 幕別町道西当北4線 : 忠類共栄 → 帯広広尾自動車道忠類大樹IC

広尾郡大樹町
- 北海道道55号清水大樹線・北海道道773号萠和大樹停車場線 : 柏木町
- 北海道道55号清水大樹線 : 東本通（東本通交点）
- 北海道道773号萠和大樹停車場線 : 西本通（西本通り交点）
- 北海道道501号旭浜大樹停車場線 : 西本通
- 北海道道622号幸徳大樹停車場線 : 西本通 → 帯広広尾自動車道大樹IC（事業中）

広尾郡広尾町
- 国道336号 : 豊似（豊似北交点）
- 国道336号 : 豊似（豊似南交点）
- 帯広広尾自動車道豊似IC（事業中）
- 北海道道987号豊似広尾線 : 紋別

日高振興局
浦河郡浦河町
- 北海道道746号高見西舎線 : 西舎
- 北海道道1025号静内浦河線 : 西舎
- 国道336号 : 西幌別（西幌別交点）
- 国道235号・北海道道288号浦河港線 : 大通3丁目（大通2丁目、終点）

### 峠
- 野塚峠